# Britt Rampelberg
Britt Rampelberg (Asse, 5 juni 2000) is een Belgische volleybalster. Ze speelt als libero en eerder als receptie-hoek.

## Levensloop
Rampelberg begon met volleyballen bij Govok Gooik. Na haar opleiding aan de Topsportschool in Vilvoorde, ging ze in seizoen 2018-'19 aan de slag bij Asterix Avo Beveren. Met deze club werd ze viermaal landskampioen (2019, 2020, 2021 en 2023) en won ze tweemaal de Beker van België (2021 en 2023) en de Supercup (2018 en 2019). Sinds 2023 is ze aan de slag bij het Roemeense CSM Volei Alba-Blaj.
Ze debuteerde in 2018 in de Belgische nationale ploeg tijdens de FIVB Nations League vrouwen 2018 en FIVB Nations League vrouwen 2019. In 2019 streed ze ook mee voor de kwalificatie voor de Olympische Zomerspelen van 2020 die ze evenwel begin 2020 definitief misliepen.
Rampelberg studeerde 'Sport en Bewegen' aan de Thomas Moore-campus te Turnhout.